# Идиасабаль (сыр)
«Идиаса́баль» (исп. Idiazábal) — испанский твёрдый сыр из овечьего молока, производимый в Стране Басков и Наварре. Назван по одноимённому местечку в баскской провинции Гипускоа.
В 1987 году был утверждён стандарт, согласно которому сыр идиасабаль изготавливается из сырого и пастеризованного молока овец пород лача и каррансана в провинциях Алава, Бискайя, Гипускоа и Наварра (за исключением долины Ронкаль). Кроме того, предпринимаются попытки производить сыр идиасабаль из молока овец породы ассаф, не упомянутой в стандарте.
Имеет лёгкий или среднепикантный вкус, бывает также копчёным. Сырная головка весит 1—3 кг при нормативной высоте 8—12 см и диаметре от 10 до 30 см. Минимальное содержание жира составляет 45 %. В городке Ордисия ежегодно проводится конкурс на лучший сыр идиасабаль.